# 1-Methyladenin
1-Methyladenin ist eine heterocyclische organische Verbindung mit einem Puringrundgerüst. Es ist ein Derivat der Nukleinbase Adenin und kommt als Bestandteil des Nukleosids 1-Methyladenosin (m1A) in der RNA vor.